# Panama na Letnich Igrzyskach Paraolimpijskich 2004
Panama na Letnich Igrzyskach Paraolimpijskich 2004 w Atenach była reprezentowana przez jednego lekkoatletę i jedną pływaczkę. Był to czwarty występ Panamy na igrzyskach paraolimpijskich (poprzednie miały miejsce w latach 1992, 1996 i 2000). 
Reprezentanci Panamy zdobyli jeden medal, co dało 66. miejsce w tabeli medalowej.

## Zdobyte medale
| Medal  | Zawodnik   | Dyscyplina    | Konkurencja             |
| ------ | ---------- | ------------- | ----------------------- |
| Srebro | Said Gómez | Lekkoatletyka | bieg na 5000 metrów T13 |

## Wyniki

### Lekkoatletyka
Mężczyźni
| Zawodnik   | Konkurencja               | Finał    | Finał   | Źródło |
| Zawodnik   | Konkurencja               | Rezultat | Miejsce | Źródło |
| ---------- | ------------------------- | -------- | ------- | ------ |
| Said Gómez | bieg na 5000 metrów T13   | 15:23,90 | srebro  | [ 3 ]  |
| Said Gómez | bieg na 10 000 metrów T13 | 32:28,96 | 5       | [ 4 ]  |

### Pływanie
Kobiety
| Zawodnik        | Konkurencja                  | Eliminacje | Eliminacje | Finał    | Finał   | Źródło |
| Zawodnik        | Konkurencja                  | Rezultat   | Miejsce    | Rezultat | Miejsce | Źródło |
| --------------- | ---------------------------- | ---------- | ---------- | -------- | ------- | ------ |
| Desiree Aguilar | 50 metrów stylem dowolnym S8 | 44,17      | 8          | NQ       | NQ      | [ 5 ]  |